# Stichting Nederlands Onderwijs in het Buitenland
NOB (Stichting Nederlands Onderwijs in het Buitenland) is een onafhankelijke organisatie die in opdracht van het ministerie van OCW onderwijs in de Nederlandse taal en cultuur aan Nederlandse en Belgische kinderen in het buitenland ondersteunt. De stichting is sinds 1980 actief en is gevestigd in Voorburg.
Er zijn wereldwijd bijna 200 zelfstandige scholen aangesloten bij NOB, met ruim 13.000 leerlingen in de leeftijd van 2,5-18 jaar. De meeste van die scholen bieden zogenaamd NTC-onderwijs (Nederlandse Taal en Cultuur). Op NTC-scholen krijgen kinderen gemiddeld drie uur per week les in de Nederlandse taal en cultuur, als aanvulling op het dagonderwijs op een lokale of internationale school.
Op een beperkt aantal scholen wordt volledig Nederlandstalig onderwijs aangeboden. 
De scholen die bij NOB zijn aangesloten staan onder toezicht van de Nederlandse Inspectie van het Onderwijs. De Inspectie bezoekt - net als binnen Nederland gebruikelijk is - eens in de vier jaar alle schoollocaties. Daaruit volgt een beoordeling en een inspectierapport, dat publiekelijk inzichtelijk is. 
Naast het ondersteunen, adviseren en professionaliseren van aangesloten scholen, is NOB in mandaat van de Minister van Onderwijs, Cultuur en Wetenschap werkgever van enkele tientallen onderwijsprofessionals. Zij zijn namens Nederland als lidstaat werkzaam op de Nederlandstalige afdelingen van de Europese scholen.